# 중앙보훈병원
중앙보훈병원(中央報勳病院, VHS Medical Center)은 국민과 국가유공자의 건강한 삶을 위해 수준 높은 진료와 재활 서비스를 제공하는 국가보훈부 산하 공공 의료기관이다.

## 연혁
- 1953년 2월 보건사회부 산하 대구 제2구호병원으로 설립 (대통령령 제65호)
- 1961년 7월 원호처 국립원호병원 발족 (서울특별시 구로구 오류동)
- 1974년 8월 종합병원으로 개편 (일반진료 병행 실시)
- 1981년 11월 한국원호복지공단법 제정 및 특수법인 설립
- 1983년 8월 한국원호병원(440병상) 신축이전 (강동구 둔촌동)
- 1985년 1월 한국보훈복지공단 한국보훈병원으로 명칭 변경
- 1991년 11월 신관병동(300병상) 및 보장구센터 신축
- 1998년 11월 종합재활센터 준공(80병상)
- 2001년 2월 한국보훈복지의료공단 서울보훈병원으로 명칭변경
- 2011년 4월 신축병동 600병상 공사완료
- 2011년 9월 중앙보훈병원 신축 개원[2]

## 조직
| 중앙보훈병원장 기획조정실 기획혁신팀 경영관리팀 의료정보팀 치과진료부 보철과 구강악안면외과 치주과 보존과 구강내과 약제부 | - 적정진료팀 | 행정부원장 원무부 원무1팀 원무2팀 고객지원팀 심사팀 운영부 총무노무팀 재무팀 물류지원팀 시설관리팀 |

## 소속기관
- 암센터
- 심혈관센터
- 보장구센터

## 사건·사고 및 논란

### 약제부장 보복성 인사 발령
2012년 7월 2일 한국보훈복지의료공단 측이 보훈병원 약사들의 처우 개선을 강하게 주장해 왔던 류제곤 약제부장을 대구광역시로 전보 조치하였고 이에 대해 약제부 소속 약사들이 부당하다며 사퇴 불사를 내걸고 반발하고 있는 것으로 전해졌다.
이에 대해 중앙보훈병원 약제부 약사 일동은 "7월 2일 발표된 중앙보훈병원 약제부장의 지방발령은 의사나 간호사 등 여타의 전문직뿐 아니라 타병원에서도 전례가 없는 비상식적인 인사 조치로 경악을 금할 길이 없다."며 " 이는 서울대병원의 10배에 해당하는 과도한 업무량과 현격하게 떨어지는 급여에도 불구하고 지금껏 유공자를 위해 희생과 섬김의 정신으로 버텨온 약사들의 노력을 무참히 짓밟는 짓이 아닐 수 없다."고 지적했다. 또 " 향후 2년간 신규약사가 배출되지 않아 심각한 인력난이 예상되는 상황에서 약사 처우 개선 문제를 지지부진하게 끌고 오면서 해결책은 제시하지 않고 오히려 부서장을 지방발령 조치한 보복성 인사에 약사들은 분노한다."며 "현 약제부장은 중앙병원 이전을 성공적으로 수행하고 약사 인력난에도 불구하고 이직률을 최소화하는 등의 업적에도 불구하고 이사장의 전횡에 의해 약제부장의 인사가 좌지우지된다면 보훈에 미래를 걸 약사는 단 한명도 없을 것"이라고 피력했다. 특히 "이미 몇 해 전 이러한 무책임한 인사로 수많은 약사들의 이탈과 약제 서비스의 질적 저하를 경험한 바 있다. 그럼에도 불구하고 타당한 이유가 없는 이러한 인사가 반복되는 것에 대해 약사들은 깊은 좌절과 참담함을 금할 길이 없다."며 "이러한 보복성 인사를 강행할 경우 야기되는 문제에 대해 이사장은 모든 책임을 져야 할 것"이라고 강조했다.
2012년 7월 3일 중앙보훈병원 약사들이 처우에 불만을 품고 집단휴가를 떠났다. 중앙보훈병원 약사들은 “근무강도가 서울대병원의 10배가 넘고 급여 역시 일반 약국에 비해 떨어짐에도 불구하고 묵묵히 일해 왔는데 이러한 인사발령은 약사들의 노력을 짓밟는 것”이라고 토로하며 "중앙보훈병원이 전국 보훈병원의 중심 역할을 하고 있는데 이곳 약제부장 자리를 공석으로 두고 다른 곳에 발령을 낸다는 것은 보복성 인사"라고 덧붙였다. 실제로 중앙보훈병원에 근무하는 약사는 약 40여명으로 1일 3000건에 달하는 조제를 담당하고 있는 것으로 전해졌으며 약사들은 하루 뒤인 7월 4일 복귀하였다.
2012년 7월 7일 한국보훈복지의료공단(이사장 이종정)은 중앙보훈병원 약사들이 약제부장 지방발령 철회·약사 처우개선을 요구하는 것에 대해 최대한 노력하겠다고 밝혔다. 한국보훈복지의료공단은 약무직 보수 체계 및 처우 개선은 관련 정부 부처와의 협조를 통해 타 병원 약사들과 유사한 수준에 이를 수 있도록 검토 중에 있으며 류제곤 약제부장의 지방 발령에 대해서는 다음주 중에 약제부장을 직접 만나 협의를 할 계획이라고 밝혔다.
2012년 7월 9일 한국병원약사회가 중앙보훈병원 약제부에서 진행되고 있는 일련의 사태에 대하여 깊은 유감을 표시하였으며 한국보훈복지의료공단 측이 중앙보훈병원 약사들과의 원만한 대화를 통하여 조속한 사태 해결을 위하여 노력해 줄 것을 당부하는 성명을 발표하였다.
2012년 7월 15일 중앙보훈병원 약사들이 지방인사발령을 철회하라며 집단으로 반발해 인사가 보류되었던 중앙보훈병원 류제곤 약제부장이 병원에 사직서를 제출해 한국보훈복지의료공단 측이 수리한 것으로 알려졌다.
이에 대해 한국보훈복지의료공단 인사담당자는 "병원이 의약품 입찰 등으로 어려운 상황이라 류제곤 부장의 사직을 끝까지 만류했지만 류 부장이 의지를 굽히지 않았다"며 "개인적으로 진로가 결정돼 사직을 결심하게 됐다는 의사 표현을 했다"고 말했다.

## 같이 보기
- 광주보훈병원
- 대구보훈병원
- 대전보훈병원
- 부산보훈병원
- 중앙보훈병원역